# European Association for Theoretical Computer Science
La European Association for Theoretical Computer Science (EATCS, en castellano «Asociación europea para la informática teórica») es una organización internacional fundada en 1972, cuyo objetivo es facilitar el intercambio de ideas y resultados entre informáticos teóricos, así como estimular la cooperación entre las comunidades teórica y práctica de ciencias de la computación.
Las principales actividades de la EATCS son:
- Organizar el ICALP (International Colloquium on Automata, Languages and Programming, o Coloquio Internacional de Autómatas, Lenguajes y Programación);
- Publicar una serie de monogramas y textos relacionadas con ciencias de la computación;
- Publicar el Boletín de la EATCS;
- Publicar la revista científica Theoretical Computer Science.[1]

Cada año, el EATC entrega un premio (el EATCS Award) en reconocimiento a una carrera distinguida en las ciencias de la computación teórica. El primer premio fue otorgado a Richard Karp en 2000, y la lista completa de galardonados desde entonces es la siguiente:
| Año  | Premiado           | Lugar     |
| ---- | ------------------ | --------- |
| 2009 | Gérard Huet        | Rodas     |
| 2008 | Leslie G. Valiant  | Reikiavik |
| 2007 | Dana Scott         | Breslavia |
| 2006 | Mike Paterson      | Venecia   |
| 2005 | Robin Milner       | Lisboa    |
| 2004 | Arto Salomaa       | Turku     |
| 2003 | Grzegorz Rozenberg | Eindhoven |
| 2002 | Maurice Nivat      | Málaga    |
| 2001 | Corrado Böhm       | Creta     |
| 2000 | Richard Karp       | Ginebra   |

Adicionalmente, la EATCS también otorga, junto con la Association for Computing Machinery (ACM) el premio Premio Gödel, otorgado anualmente desde 1993.